# Liutyj
Liutyj (del ruso: Лютых) es un jútor del raión de Timashovsk del krai de Krasnodar, en Rusia. Está situado en la orilla derecha del río Kirpili, 10 km al sur de Timashovsk y 53 km al norte de Krasnodar, la capital del krai. Tenía 200 habitantes en 2010.
Pertenece al municipio Derbentskoye.

## Historia
El jútor fue fundado en tierras de la viuda del coronel Bedniáguina en 1882. Las tierras serían adquiridas por los hermanos Vasili, Nikita y Fiódor Liutyj, burgueses afincados en Temriuk. La parte meridional de la población era hasta 1973 el jútor Dyrda, fundado en tierras del burgués Fiódor Dyrda, en el que en 1921 se organiza la comuna Svobodni Trud.